# Isopterygium austrodenticulatum
Isopterygium austrodenticulatum là một loài Rêu trong họ Hypnaceae. Loài này được (Renauld & Cardot) Broth. mô tả khoa học đầu tiên năm 1908.